# Leone osztály
A Leone osztály az olasz Regia Marina (Királyi Haditengerészet) három egységből álló rombolótípusa volt, ezek az RN Leone (Oroszlán), az RN Pantera (Párduc) és az RN Tigre (Tigris), neveiket nagymacskákról kapták. Az 1920-as években eredetileg öt ilyen egység építését tervezték. Mindhárom hajó Olasz Kelet-Afrikában állomásozott a II. világháború kitörését követően, 1941-ben valamennyi odaveszett a harcokban. Elkészültükkor nagy harcértékű, modern egységeknek számítottak.

## Felépítése
A hajókat eredetileg az olaszok felderítő cirkálóknak (esploratori) tekintették, valójában nagy méretű és szokatlanul erős ágyúfegyverzetű rombolók (cacciatorpediniere) voltak. Építésük háborús nyersanyaghiány miatt 1917 helyett csak 1920-ban vehette kezdetét. Jellemzőjük a vízkiszorításukhoz képest szokatlanul erős ágyúfegyverzet, 8 darab L/45 Schneider-Canet-Armstrong 1918/19 típusú, 120 mm-es löveg formájában, melyek kettesével kerültek beépítésre, lövegpajzzsal védve, a hajók középvonalában, egy páros elől, egy-egy a hajótest közepén, egy pedig hátul. Ez ez elrendezés nem a legszerencsésebb, mert egyenesen előre és hátra így csak 2-2 ágyú tüzelhetett, oldalra viszont mind a 8 darab. 

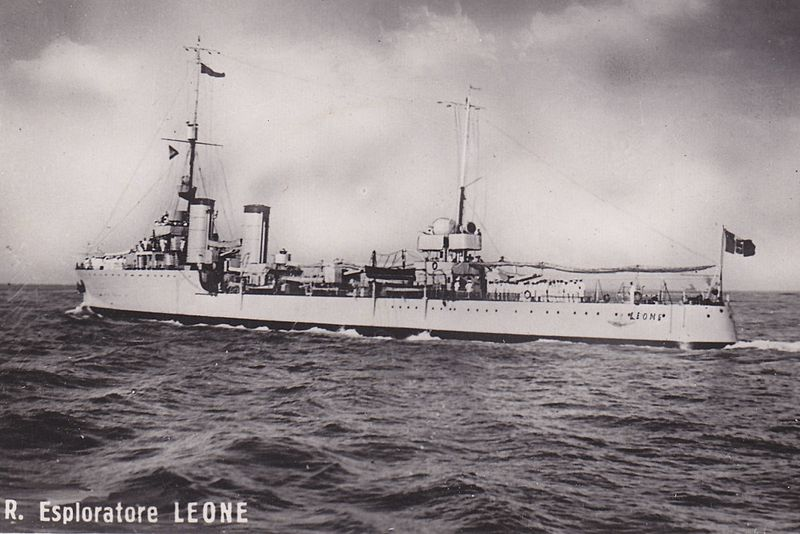
A Leone osztályú Leone olasz romboló 1935-ben.

## Szolgálat
A Leobne osztály egységeit eredetileg gyarmati szolgálat teljesítésére szánták, 1935-től Olasz Eritreában, a Massawa-i flottabázison állomásoztak. 1938-ban hivatalosan átminősítették őket rombolókká. a II. világháború kitörését követően az Olasz Kelet-Afrika környéki tengeri összecsapások részvevői voltak.

### Támadás a BN 7 jelű brit konvoj ellen
A Leone osztály egységeinek legfontosabb harci bevetése a BN 7 jelű brit konvoj elleni támadás 1940. október 21-én. Az olasz kötelék négy rombolóból állt (Leone, Pantera, valamint a Sauro osztályú Nazario Sauro és Francesco Nullo), a konvoj kíséretét az új-zélandi HMNZS Leander könnyűcirkáló, az HMS Kimberley romboló és az ausztrál HMAS Yarra szlúp adta. Az olaszok repeszsérüléseket okoztak néhány kereskedelmi hajón, valamint eredménytelenül intéztek két torpedóval támadást az HMAS Yarra ellen. Az HMNZS Leander azonban fő fegyverzetéből 126 darab 152 mm-es gránátot lőtt ki az olasz rombolókra, amellyel sikeresen megfutamította őket. A Leone, a Pantera és a Sauro sikeresen vissza tudott vonulni, azonban a Nullo, miközben az HMS Kimberley elől menekült zátonyra futott és hajótörést szenvedett a Hamril-szigeten, ahol később a Royal Air Force Blenheim bombázói elsüllyesztették. Olasz parti ütegek ugyan két telitalálatot értek el az HMS Kimberley-n, de azt az HMNZS Leander sikeresen az Adeni kikötőbe tudta vontatni. 

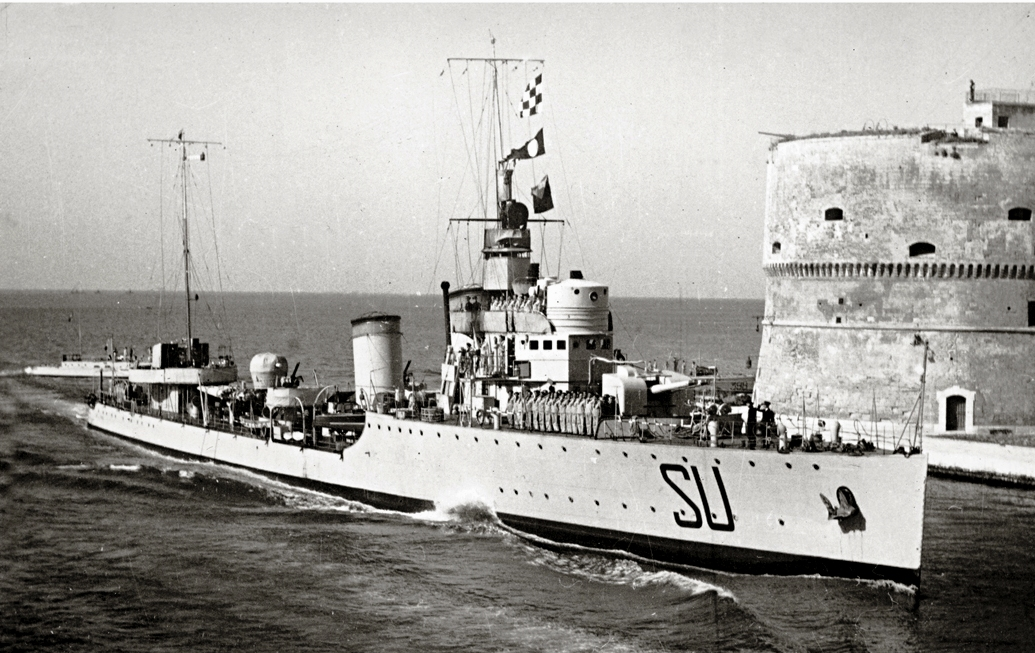
A Sauro osztályú, 1075 tonnás Nazario Sauro olasz romboló, testvérhajójával, a Francesco Nulloval vett részt a Leone és a Pantera mellett a hadműveletben.
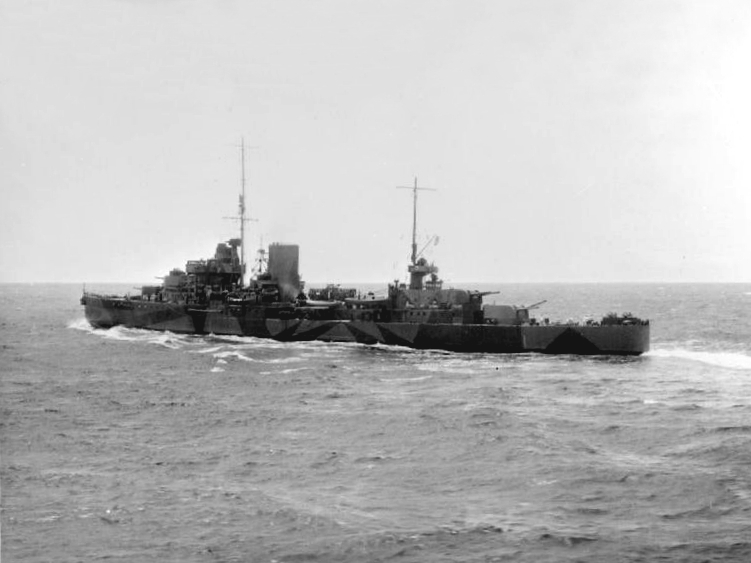
A Leander osztályú, 7270 tonnás brit HMS Leander könnyűcirkáló 1945-ben.
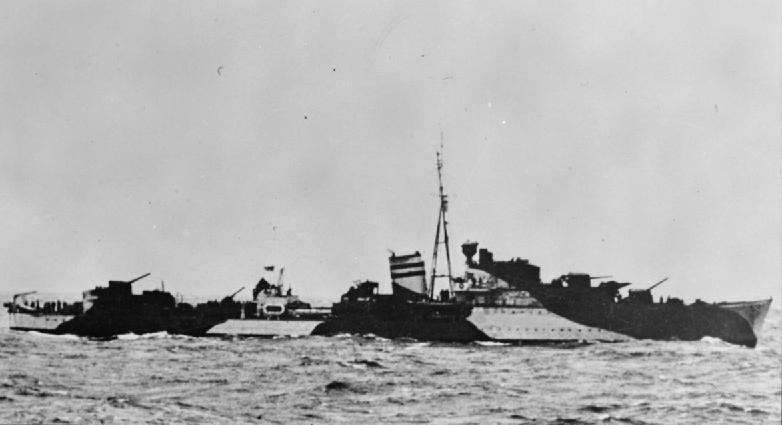
A K osztályú, 1720 tonnás HMS Kimberley brit romboló.
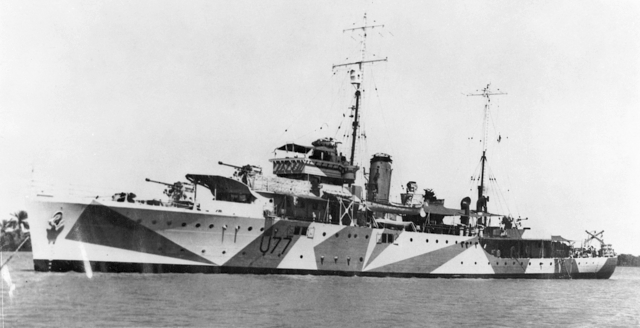
A Grimsby osztályú, 1060 tonnás HMAS Yarra ausztrál szlúp.

### Utolsó küldetés
A rombolók ezt követően egészen a kelet-afrikai szárazföldi hadműveletek végéig Massawában maradtak. Elkerülendő, hogy a britek kezére kerüljenek, a kötelék parancsnoka elrendelte, hogy 1941. március 31-én fussanak ki egy utolsó misszióra, melynek célja a szuezi-csatorna környéki célpontok ágyúzása volt. A Leone zátonyra futott Massawánál, testvérhajói süllyesztették el, miután brit légitámadás is érte. A Pantera és a Tigre elérte az arab-félsziget partjait, ahol saját legénységük süllyesztette el őket.

## A Leone osztály egységei
| Hajó:   | Építés kezdete:    | Vízrebocsájtás:    | Szolgálatba állítás: | Sorsuk:                                                |
| ------- | ------------------ | ------------------ | -------------------- | ------------------------------------------------------ |
| Leone   | 1921. november 23. | 1923. október 1.   | 1924. július 1.      | 1941. április 1-jén hajótörést szenvedett              |
| Pantera | 1921. december 19. | 1923. október 18.  | 1924. október 28.    | 1941. április 3-4-én saját legénysége süllyesztette el |
| Tigre   | 1922. január 23.   | 1924. augusztus 7. | 1924. október 10.    | 1941. április 3-4-én saját legénysége süllyesztette el |

További két tervezett egység, a Lince (Hiúz) és a Leopardo (Leopárd) építését 1920-ban vagy 1921-ben törölték.

## Fordítás
Ez a szócikk részben vagy egészben  a   Leone-class destroyer című angol Wikipédia-szócikk fordításán alapul.  Az eredeti cikk szerkesztőit annak laptörténete sorolja fel. Ez a jelzés csupán a megfogalmazás eredetét és a szerzői jogokat jelzi, nem szolgál a cikkben szereplő információk forrásmegjelöléseként.